# شيمودا (شيزوكا)
مدينة شيمودا (بالإنجليزية: Shimoda)‏ هي أحد المدن التابعة لمحافظة شيزوكا. تأسست رسميًا في 01/01/1971. ويقدر عدد سكانها بـ 25784 نسمة حسب تقدير مكتب الإحصاء الياباني لعام 2012. تبلغ مساحة شيمودا 104.7 كم2. بكثافة سكانية تبلغ 246 نسمة/كم2.

## توأمة
لشيمودا (شيزوكا) اتفاقيات توأمة مع:
- نيوبورت

## أعلام
- هارومي كوريهارا